# Dani Parejo
 (septembre 2019).
Si vous disposez d'ouvrages ou d'articles de référence ou si vous connaissez des sites web de qualité traitant du thème abordé ici, merci de compléter l'article en donnant les références utiles à sa vérifiabilité et en les liant à la section « Notes et références ».
Pour les articles homonymes, voir Daniel Muñoz, Muñoz et Parejo.
Muñoz  Parejo est un nom espagnol. Le premier nom de famille, en général paternel, est Muñoz ; le second, en général maternel, souvent omis, est Parejo.
Daniel Parejo Muñoz, né le 16 avril 1989 à Coslada dans la province de Madrid en Espagne, est un footballeur international espagnol évoluant au poste de milieu de terrain au Villarreal CF.

## Biographie

### Débuts
Au niveau cadets, Daniel Parejo intègre le centre de formation du Real Madrid. Rejoignant l'équipe réserve de la Castilla en 2006, il y dispute deux saisons mais ne parvient pas à être promu dans l'équipe première, la concurrence au milieu de terrain étant trop forte.
Le 24 juillet 2009, Parejo s'engage avec le club de Getafe CF dans l'optique de trouver du temps de jeu, pour un montant de 3 millions d'euros. Le contrat qu'il a signé inclut une clause de retour, permettant au Real Madrid de récupérer le joueur contre le versement d'un montant fixe de 5 millions d'euros, jusqu'en juillet 2011.

### Valence CF (2011-2020)
Le 14 juin 2011, Parejo signe au Valence CF pour une valeur d'environ cinq millions d'euros.
Après un début de saison difficile, et lors de ses rares apparitions, Parejo se voit de plus en plus poussé vers la sortie, où de nombreux clubs comme le Séville FC ou Arsenal veulent le relancer. Pas au niveau de l'équipe Ché, et pas très apprécié des « seguidores », une polémique vient ajouter de l'huile sur le feu et le rendre de plus en plus indésirable. En mars 2012, la sœur du joueur aurait souhaité sur son compte Facebook la défaite de Valence en Coupe del Rey contre Levante, le club voisin. Il profite néanmoins des blessures de Sergio Canales et d'Éver Banega, pour disputer un maximum de match. Le 3 mai 2012, il est contrôlé positif à un test d'alcoolémie. Il se justifiera en assurant avoir des soucis personnels et demandera pardon au club. Parejo est écarté du groupe par l'entraîneur Unai Emery. Celui-ci quitte le club en fin de saison, permettant au joueur de rebondir au sein du club à partir de l'arrivée d'Ernesto Valverde en fin d'année 2012.
Lors de la saison 2017-2018, Parejo, capitaine du club, est le maître à jouer du Valence de Marcelino et le club parvient à se qualifier en Ligue des champions après un an d'absence. 
La saison suivante, pour l'année du centenaire, commence mal mais Parejo montre l'exemple et par son leadership entraîne la réaction valencienne. Le club parvient ainsi à se qualifier pour la Ligue des champions une seconde fois d'affilée. Le 25 mai 2019, il remporte la Copa del Rey contre le FC Barcelone de Lionel Messi, onze ans après le dernier titre. Après avoir démontré son talent durant la saison, il déclare sa flamme au Valence CF et aux supporters qui l'adoubent durant la présentation de la Coupe. Il retrouvera aussi la sélection durant la même saison.

### Villarreal CF (depuis 2020)
Le 12 août 2020, Parejo s'engage au Villarreal CF pour trois saisons avec une quatrième en option. Il y retrouve Unai Emery comme entraîneur, neuf ans après une première collaboration à Valence. Parejo est titularisé par Unai Emery pour ses débuts le 13 septembre 2020 contre la SD Huesca (nul 1-1). Il remporte la Ligue Europa en 2021.
En mars 2024, le contrat de Parejo avec le club est prolongé de deux saisons. Au moment où il signe cette prolongation, il a participé à 182 des 204 matchs disputés par le club depuis son arrivée, ce qui fait de lui le joueur le plus utilisé sur cette période. Sur ces 182 rencontres, 150 sont jouées en tant que titulaire.

### Équipe nationale
Le sélectionneur Julen Lopetegui fait débuter Dani Parejo en équipe d'Espagne le 27 mars 2018 en match amical face à l'Argentine à Madrid (victoire 6 à 1).

## Statistiques
Ce tableau présente les statistiques en carrière de Dani Parejo.

| Saison                | Club                       | Championnat           | Championnat | Championnat | Championnat | Coupe nationale | Coupe nationale | Coupe nationale | Coupe de la Ligue | Coupe de la Ligue | Coupe de la Ligue | Supercoupe | Supercoupe | Supercoupe | Compétition(s) continentale(s) | Compétition(s) continentale(s) | Compétition(s) continentale(s) | Compétition(s) continentale(s) | Total | Total | Total |
| Saison                | Club                       | Division              | M.          | B.          | P.d.        | M.              | B.              | P.d.            | M.                | B.                | P.d.              | M.         | B.         | P.d.       | Comp.                          | M.                             | B.                             | P.d.                           | M.    | B.    | P.d.  |
| 2006-2007             | Real Castilla              | 2ª                    | 4           | 1           | -           | -               | -               | -               | -                 | -                 | -                 | -          | -          | -          | -                              | -                              | -                              | -                              | 4     | 1     | 0     |
| 2007-2008             | Real Castilla              | 2ªB                   | 33          | 10          | -           | -               | -               | -               | -                 | -                 | -                 | -          | -          | -          | -                              | -                              | -                              | -                              | 33    | 10    | 0     |
| Sous-total            | Sous-total                 | Sous-total            | 37          | 11          | -           | -               | -               | -               | -                 | -                 | -                 | -          | -          | -          | -                              | -                              | -                              | -                              | 37    | 11    | 0     |
| 2008-2009             | Queens Park Rangers (prêt) | Championship          | 14          | 0           | 1           | -               | -               | -               | 4                 | 0                 | 1                 | -          | -          | -          | -                              | -                              | -                              | -                              | 18    | 0     | 2     |
| Sous-total            | Sous-total                 | Sous-total            | 14          | 0           | 1           | -               | -               | -               | 4                 | 0                 | 1                 | -          | -          | -          | -                              | -                              | -                              | -                              | 18    | 0     | 2     |
| 2008-2009             | Real Madrid CF             | Liga                  | 5           | 0           | 0           | -               | -               | -               | -                 | -                 | -                 | -          | -          | -          | -                              | -                              | -                              | -                              | 5     | 0     | 0     |
| Sous-total            | Sous-total                 | Sous-total            | 5           | 0           | 0           | -               | -               | -               | -                 | -                 | -                 | -          | -          | -          | -                              | -                              | -                              | -                              | 5     | 0     | 0     |
| 2009-2010             | Getafe CF                  | Liga                  | 28          | 6           | 4           | 8               | 1               | 1               | -                 | -                 | -                 | -          | -          | -          | -                              | -                              | -                              | -                              | 36    | 7     | 5     |
| 2010-2011             | Getafe CF                  | Liga                  | 36          | 3           | 4           | 3               | 0               | 0               | -                 | -                 | -                 | -          | -          | -          | C3                             | 5                              | 1                              | 1                              | 44    | 4     | 5     |
| Sous-total            | Sous-total                 | Sous-total            | 64          | 9           | 8           | 11              | 1               | 1               | -                 | -                 | -                 | -          | -          | -          | -                              | 5                              | 1                              | 1                              | 80    | 11    | 10    |
| 2011-2012             | Valence CF                 | Liga                  | 16          | 0           | 4           | 6               | 0               | 0               | -                 | -                 | -                 | -          | -          | -          | C1+C3                          | 3+5                            | 0                              | 0+1                            | 30    | 0     | 5     |
| 2012-2013             | Valence CF                 | Liga                  | 27          | 1           | 3           | 4               | 1               | 0               | -                 | -                 | -                 | -          | -          | -          | C1                             | 5                              | 0                              | 0                              | 36    | 2     | 3     |
| 2013-2014             | Valence CF                 | Liga                  | 31          | 4           | 5           | 4               | 0               | 0               | -                 | -                 | -                 | -          | -          | -          | C1                             | 11                             | 1                              | 2                              | 46    | 5     | 7     |
| 2014-2015             | Valence CF                 | Liga                  | 34          | 11          | 5           | 3               | 0               | 0               | -                 | -                 | -                 | -          | -          | -          | -                              | -                              | -                              | -                              | 37    | 11    | 5     |
| 2015-2016             | Valence CF                 | Liga                  | 33          | 8           | 5           | 6               | 1               | 1               | -                 | -                 | -                 | -          | -          | -          | C1+C3                          | 8+3                            | 1+1                            | 0                              | 50    | 11    | 6     |
| 2016-2017             | Valence CF                 | Liga                  | 36          | 5           | 7           | 3               | 1               | 1               | -                 | -                 | -                 | -          | -          | -          | -                              | -                              | -                              | -                              | 39    | 6     | 8     |
| 2017-2018             | Valence CF                 | Liga                  | 34          | 7           | 7           | 8               | 1               | 2               | -                 | -                 | -                 | -          | -          | -          | -                              | -                              | -                              | -                              | 42    | 8     | 9     |
| 2018-2019             | Valence CF                 | Liga                  | 36          | 9           | 7           | 8               | 1               | 0               | -                 | -                 | -                 | -          | -          | -          | C1+C3                          | 5+7                            | 0+1                            | 0                              | 56    | 11    | 7     |
| 2019-2020             | Valence CF                 | Liga                  | 35          | 8           | 3           | 3               | 0               | 0               | -                 | -                 | -                 | 1          | 1          | 0          | C1                             | 8                              | 1                              | 2                              | 47    | 10    | 5     |
| Sous-total            | Sous-total                 | Sous-total            | 282         | 53          | 46          | 45              | 5               | 4               | -                 | -                 | -                 | 1          | 1          | 0          | -                              | 55                             | 5                              | 5                              | 383   | 64    | 55    |
| 2020-2021             | Villarreal CF              | Liga                  | 36          | 3           | 4           | 5               | 0               | 0               | -                 | -                 | -                 | -          | -          | -          | C3                             | 12                             | 0                              | 3                              | 53    | 3     | 7     |
| 2021-2022             | Villarreal CF              | Liga                  | 33          | 2           | 10          | 1               | 0               | 0               | -                 | -                 | -                 | -          | -          | -          | C1                             | 12                             | 1                              | 3                              | 46    | 3     | 13    |
| 2022-2023             | Villarreal CF              | Liga                  | 37          | 3           | 3           | 4               | 0               | 1               | -                 | -                 | -                 | -          | -          | -          | C4                             | 9                              | 0                              | 1                              | 50    | 3     | 5     |
| 2023-2024             | Villarreal CF              | Liga                  | 33          | 3           | 5           | 2               | 0               | 0               | -                 | -                 | -                 | -          | -          | -          | C3                             | 7                              | 1                              | 0                              | 42    | 4     | 5     |
| 2024-2025             | Villarreal CF              | Liga                  | 36          | 3           | 3           | 2               | 0               | 0               | -                 | -                 | -                 | -          | -          | -          | -                              | -                              | -                              | -                              | 38    | 3     | 3     |
| 2025-2026             | Villarreal CF              | Liga                  | 1           | 0           | 0           | -               | -               | -               | -                 | -                 | -                 | -          | -          | -          | -                              | -                              | -                              | -                              | 1     | 0     | 0     |
| Sous-total            | Sous-total                 | Sous-total            | 176         | 14          | 25          | 14              | 0               | 1               | -                 | -                 | -                 | -          | -          | -          | -                              | 40                             | 2                              | 7                              | 230   | 16    | 33    |
| Total sur la carrière | Total sur la carrière      | Total sur la carrière | 578         | 87          | 80          | 70              | 6               | 6               | 4                 | 0                 | 1                 | 1          | 1          | 0          | -                              | 100                            | 8                              | 13                             | 753   | 102   | 100   |

## Palmarès

### En sélection
Espagne
- Vainqueur du Championnat d'Europe des moins de 19 ans : 2007
- Vainqueur des Jeux méditerranéens : 2009
- Vainqueur du Championnat d'Europe espoirs : 2011

### En club
Valence CF
- Vainqueur de la Coupe d'Espagne en 2019

 Villarreal CF
- Vainqueur de la Ligue Europa en 2021